# Матюшенков, Иван Петрович
 Иван Петрович Матюшенков  (1813—1879) — русский медик, доктор медицины, заслуженный профессор Московского университета.

## Биография
Родился 26 сентября (8 октября) 1813 года. Первоначальное образование получил в Тульском уездном училище. В 1831 году окончил курс Тульской гимназии, где его отец служил учителем и поступил на медицинский факультет Московского университета, своекоштным студентом. В 1836 году окончил университет со степенью лекаря 1 отделения с отличием; в 1838 году получил степень медико-хирурга.
Ещё в университете сблизился с профессором хирургии Иноземцевым, который в 1840 году задумал устроить домашнюю клинику и пригласил его работать с ним вместе. Клиника эта приобрела впоследствии известность в Москве под наименованием «Иноземцевской», а Матюшенков до самой смерти работал и руководил в ней занятиями молодых врачей. По просьбе Иноземцева в 1843 году Матюшенков был назначен адъюнктом по кафедре практической хирургии, читал лекции и руководил занятиями студентов. В 1848 году написал сочинение: «Мягкий остов человеческого тела, или общая система волокнисто-клетчатых тканей», а в  1850 году подготовил и защитил диссертацию на латинском языке: «De partis prostaticae urethrae in lithotomia adultorum perinaeali crueuta dilatione» и был удостоен степени доктора медицины и хирургии. В том же году был утверждён в звании адъюнкт-профессора кафедры практической хирургии. Был избран действительным членом московского физико-медицинского общества и петербургского Общества русских врачей. Для усовершенствования был отправлен на год в Париж. 
В 1859–1863 годах — ординарный профессор кафедры хирургии умозрительной, а в 1863–1879 годах — ординарный профессор кафедры теоретической хирургии; при ней: а) офтальмологии с клиникой, б) учения о сифилитических болезнях и о болезнях мочевых и половых органов. С 1859 года — заслуженный профессор Московского университета. 
Председатель Русского хирургического общества в Москве (1873–1874).
Свои статьи печатал в периодических медицинских изданиях. Так, в «Друге Здравия» 1841 году была помещена статья «Описание нескольких случаев успешно произведенного камнераздробления в мочевом пузыре». В «Московском Врачебном Журнале» 1851 года «О лечении травматических аневризм давлением». В «Московских университетских известиях» в 1865 году напечатано «Особое мнение о холере в медицинском факультете». В изданном Обществом русских врачей в Санкт-Петербурге сборнике поместил статью «О хирургическом лечении выпадения матки и её рукава».